# Église Sainte-Odile de Soultzmatt
L'église Sainte-Odile est un monument historique situé à  Wintzfelden (commune de Soultzmatt), dans le département français du Haut-Rhin.

## Localisation
Ce bâtiment est situé wintzfelden à Soultzmatt.

## Historique
L'édifice fait l'objet d'une inscription au titre des monuments historiques depuis 1995.

## Architecture

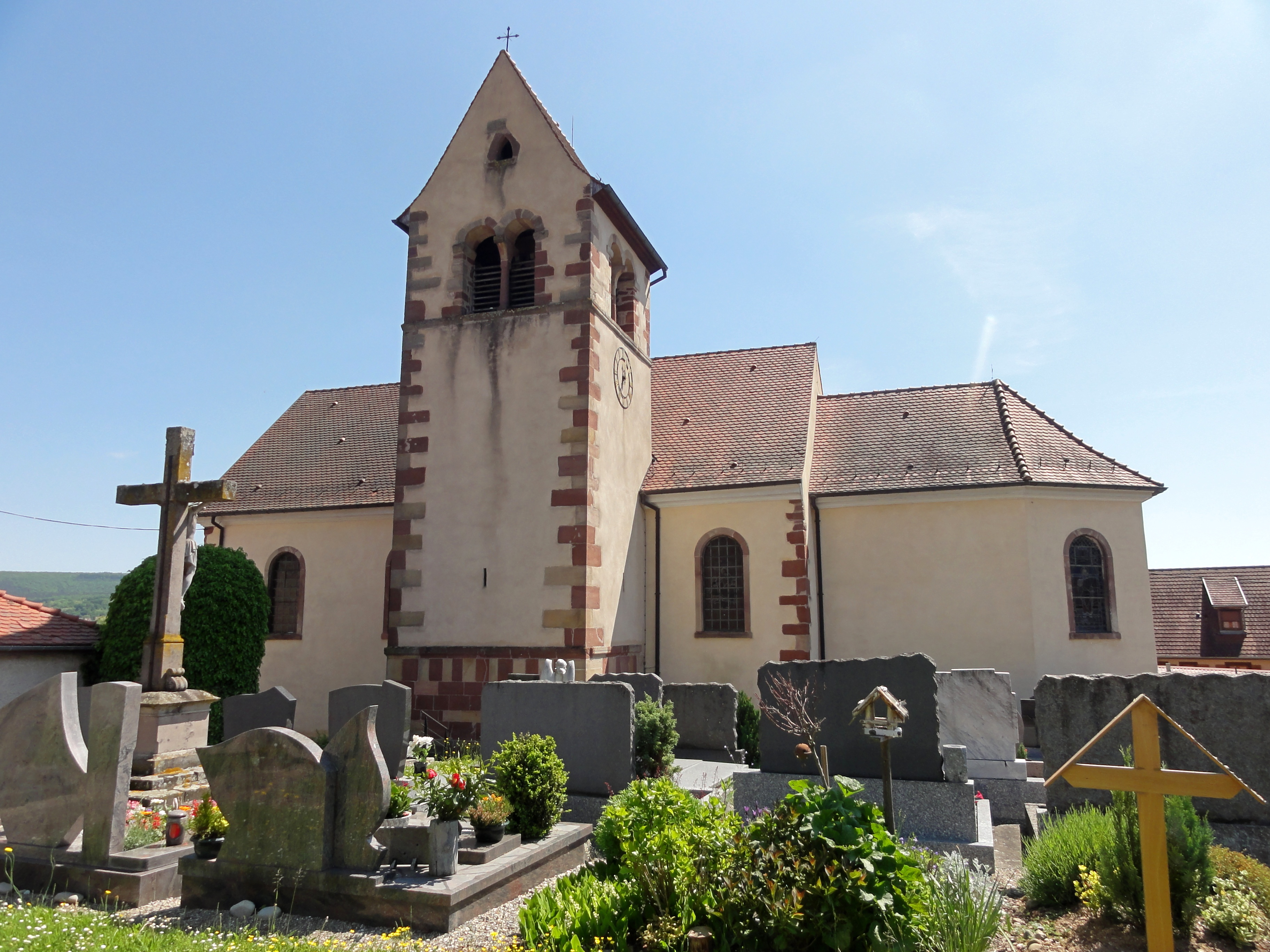
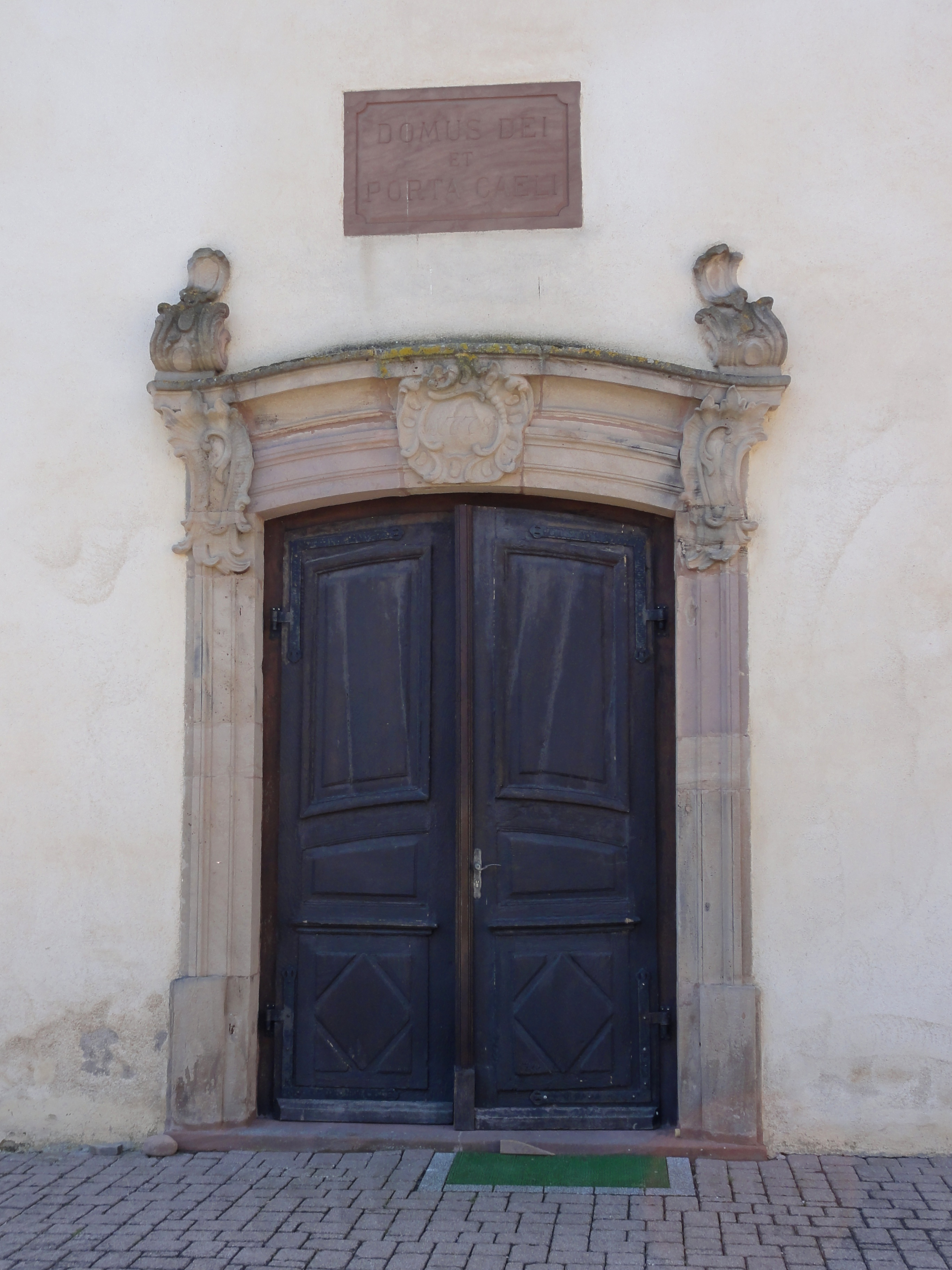
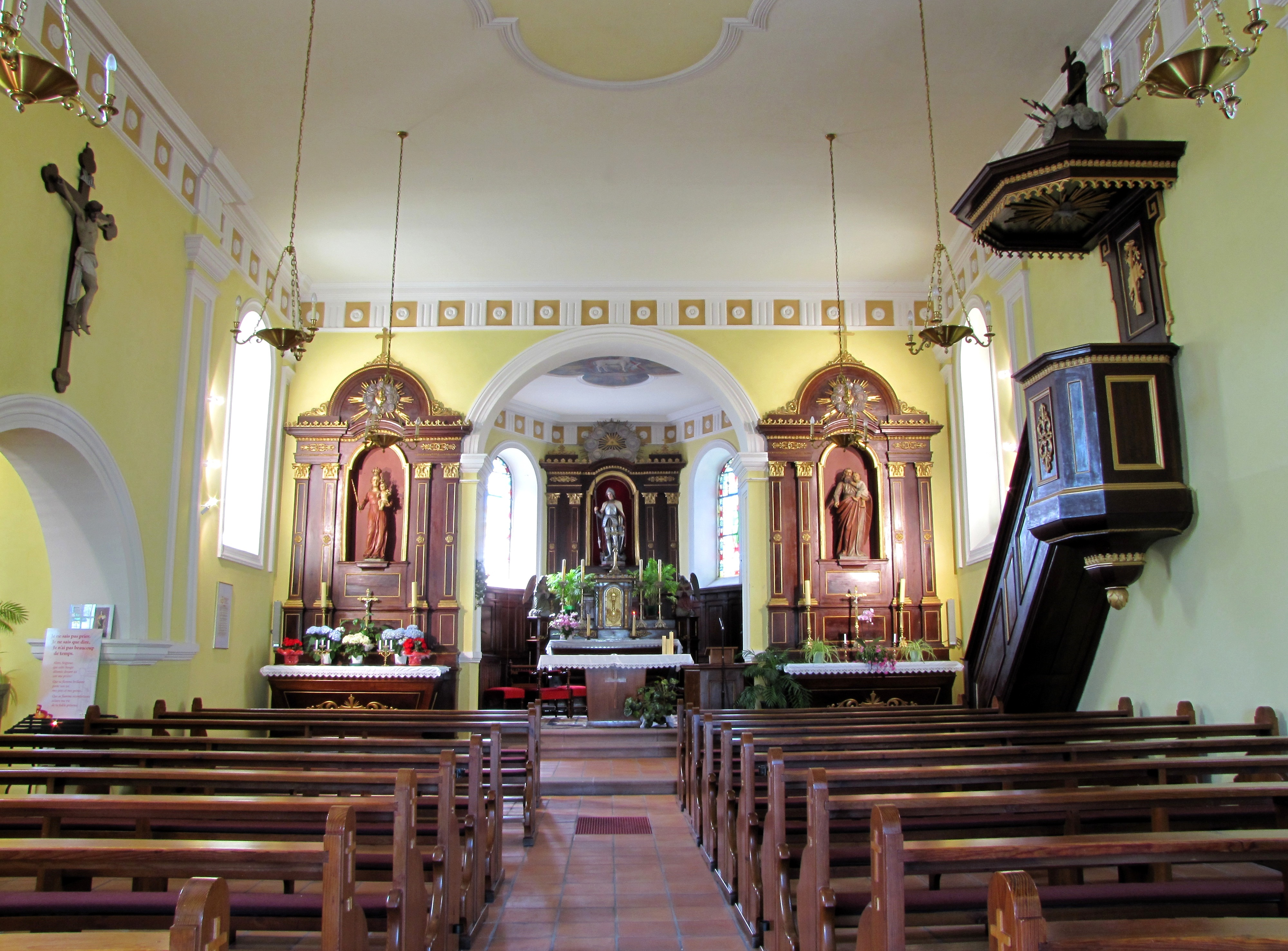
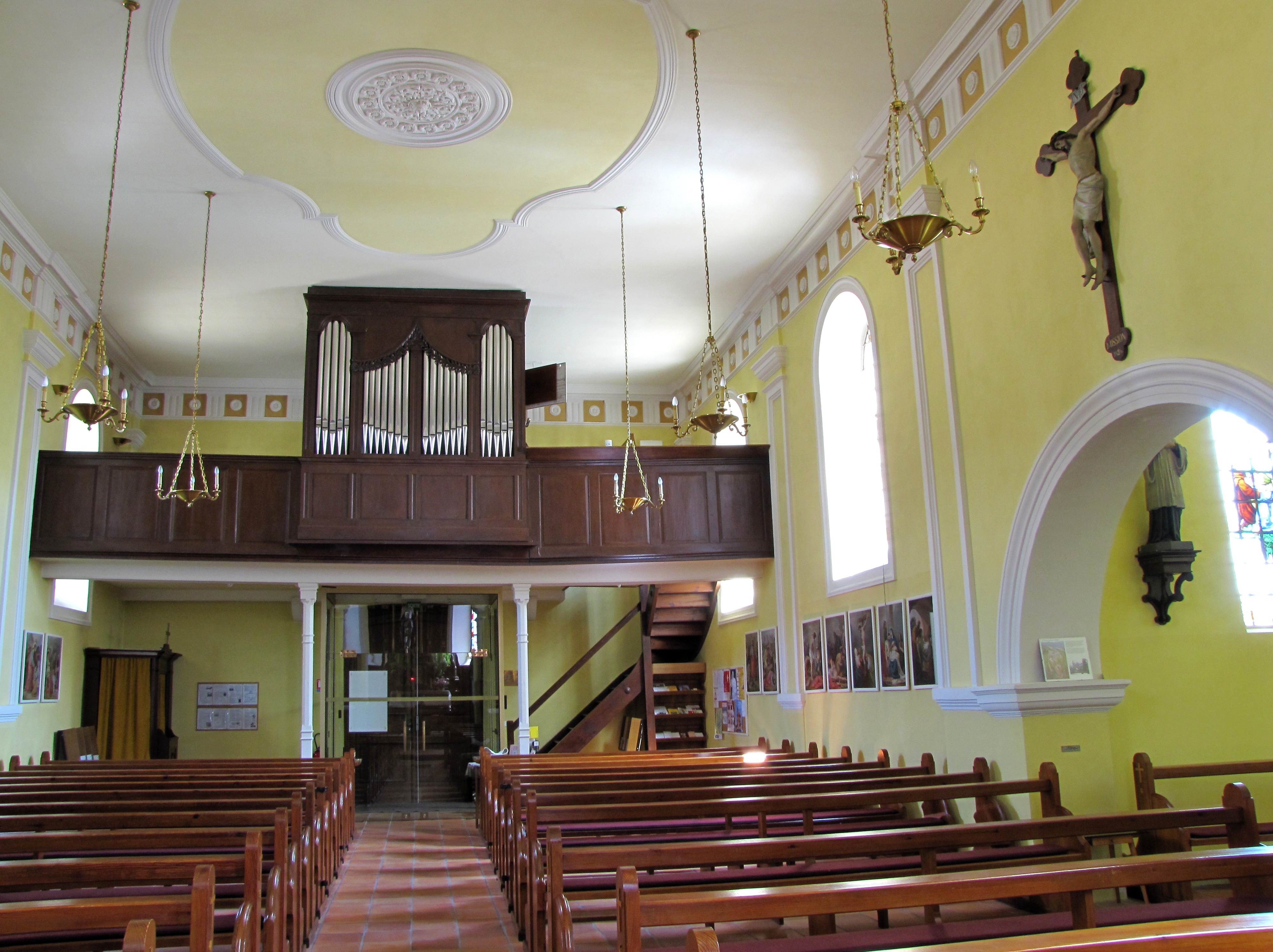